# بشراني (جنس)
البشراني أو الهومو، (بالإنجليزية: Homo) هو جنس يندرج تحت الفصيلة البشرانيات في علم التصنيف الحيوي، ويتفرع منه الإنسان الحديث أوالأنسان العاقل والأنواع الحيوية المرتبطة به. عامة يعرف الجنس في علم الأحياء من حيث سلفه الموحد وسَيْغ تَرَاصّه وتباينه عن غيره من الأجناس وجنس ادم و يعني الجنس البشري  لأن كلمة هومو تعني بشر باللغة اللاتينية. لم يتبق من هذا الجنس سوى نوع لإنسان المعاصر المعروف علميًا باسم الإنسان العاقل الحديث (ميّز عن الإنسان العاقل الأول) أما باقي أنواع هذا الجنس فقد انقرضت. كان البشر السالفون للإنسان العاقل أدمغة صغيرة في مطلع ظهور هذا الجنس، الذي من المحتمل يكون قد تطور من أسلاف عمارة الأسترالوبيثكوس (بالإنجليزية: australopithecine) المندرجة تحت قبيلة أشباه البشر، بحوالي 2.3 إلي 2.4 مليون سنة  مع بداية ظهور الإنسان الماهر. طُرِحَت العديد من الأنواع الحيوية كجد أعلى مباشر لنسل الهومو (النسل الإنساني)، بما في ذلك الأسترالوبيثكس جارهي، والأسترالوبيثكس سيديبا، والأسترالوبيثكس الإفريقي، وأسترالوبيثكس أفارينيسيس. هذه الأنواع الحيوية تمتلك سمات مورفولوجية (تَشَكُّلية أو تكوينية) تتوائم مع سمات جنس البشراني (الإنساني)، لكن ليس هناك توافق في الآراء بشأن أيهم أدى إلى ظهور جنس البشراني، وبافتراض أن ذلك السلف (أو الجد الأعلى) ليس نوع آخر غير مكتشف حتى الآن.
أبرز التطورات الفسيولوجية (الوظيفية) بين جنس البشراني والأنواع قُرْدُوحِيّة الجنوبية السابقة هي الزيادة في سعة القِحْف (الجمجمة)، من حوالي 450 سم3 (أو 27 بوصة مكعبة) في أ. جارهي إلى 600 سم3 (أو 37 بوصة مكعبة) في الإنسان الماهر. وبمرور مئات آلاف السنين تضاعفت سعة الجمجمة مرات أخرى من نحو 700 سم3 (الدماغ) حتى أصبحت في الإنسان العاقل نحو 1300 سم 3 ضمن جنس البشراني (البشري)، ويقترن بذلك تقدم القدرة على الكلام، بتشكل الحنجرة، من الإنسان الماهر وخلال الإنسان العامل أو الإنسان المنتصب وحتي إنسان هايدلبيرغ من حوالي 0.6 مليون سنة مضت. وتتداخل سعة الجمجمة لإنسان هايدلبيرغ مع النطاق المألوف في الإنسان الحديث.
هناك عدة سمات لجنس البشراني لا توجد في باقي الرئيسيات، وبعض هذه الصفات متواجدة لدى بعض الرئيسيات ولكن بصورة أقل بكثير مثل:

سلسلة تطور القرود والقردة العليا وفصيلة تحت الإنسانيات وأشباه البشر والجنس الإنساني

- حجم جمجمة كبير ويشمل حيزا كبيرا للمخ إذ يعتقد أنه نما بسبب ضعف وضيق عضلة اللثة
- المشي على اثنين وهي صفة يشترك في الإنسان مع الإنسان الحديث
- قدرة استيعاب واسعة وفهم للروابط والعلاقات بين الأشياء والتأثيرات المميزة للحركات والتغيرات المختلفة
- بناء أدوات معقدة واستخدام الادوات لصنع أدوات
- قدرة على الاتصال ولغة معقدة وميل طبيعي لتطوير لغة مشتركة مع بني جنسه وإن كانوا لا يشتركون في نفس اللغة.

تم حتى الآن اكتشاف عدد من الأنواع وإدراجها في تصنيف البشر كجنس وهي:
الإنسان الماهر، إنسان بحيرة رودولف، إنسان جيورجيا، الإنسان العامل، الإنسان المنتصب (إنسان بيكينغ، إنسان تاوتافيل، إنسان جاوة، إنسان سولو، إنسان نانجينغ، إنسان يوانمو) ، إنسان سيبرانو، الإنسان السلف، إنسان هايدلبيرغ (إنسان بوكسجروف) إنسان نياندرتال، هومو ناليدي، إنسان روديسيا،انسان جبل ايغود، إنسان فلوريس،إنسان دينيسوفا، الإنسان العاقل القديم، إنسان غوتن ، الإنسان الحديث تشريحيا: (الإنسان العاقل الأول، الإنسان العاقل العاقل) وأنواع مشكك في وجودها مثل إنسان مينيسوتا الثلجي و إنسان بلتداون. 

## التسمية
في مجال العلوم البيولوجية، وخاصة الإنثروبولوجي، (علم الإنسان) وعلم الحفريات، الاسم الشائع لجميع أعضاء جنس البشراني هو بشر و«إنسان»،  وكلمة هومو هي كلمة لاتينية تعني «إنسان»، وجاءت لتعني «رجل» في اللاتينية الحديثة.
وقد صيغ اسم الإنسان العاقل من قِبل كارولوس لينيوس  (1758).

## الأسماء والتصنيف
يُقصد بلفظ هومو (homō) اللاتيني «كائن بشري» أو «إنسان» بالمعنى العام لمصطلح «البشرية».[9] وقد تمت صياغة الاسم الثنائي «الإنسان العاقل» (Homo sapiens) على يد كارل لينيوس في عام 1758. وظهرت أسماء الأنواع الأخرى لهذا الجنس بداية من النصف الثاني من القرن العشرين (إنسان نياندرتال (1864)، الإنسان المنتصب (1892))
حتى يومنا هذا، لم يصدر تعريف لجنس الإنسان (هومو) بشكل لائق. ولأن السجل الأحفوري الإنساني كان بطيئا في الخروج من الأرض، فإن الحدود الفاصلة وتعريف جنس البشراني جرى تعريفهما بشكل سيئ ويتعرضان للتغيير باستمرار. ولأنه لم يكن هناك سبب للاعتقاد في أن لهذا الجنس أفراد آخرون، فإن كارل لينيوس لم يكلف نفسه تعريف البشراني حينما صاغها لأول مرة للبشر في القرن الثامن عشر. وقد أتى اكتشاف النياندرتال بأول إضافة جديدة.
اتخذ جنس البشراني اسمه التصنيفي للإشارة إلى أن أفراد نوعه يمكن أن يصنفوا كبشر. وبمرور عقود القرن العشرين، قدمت الاكتشافات الأحفورية للأنواع قبل البشرية والبشرية البدائية، التي تعود إلى الفترة ما بين أواخر العصر الميوسيني ومطلع العصر البيلوسيني، تركيبة غنية للتصنيفات المتناظرة. وهناك جدال مستمر حول تمييز البشراني عن الأسترالوبيثكس –أو في الواقع تمييز الهومو عن البعام، حيث يجادل شطر من العلماء بأن هذين النوعين من الشمبانزي ينبغي تصنيفهما مع جنس البشر بدلا من البعام. لكن حتى لو تم ذلك، فإن تصنيف أحافير البشراني يتوفق مع الأدلة التالية: 1) ثنائية الحركة الموجودة لدى الإنسان الماهر، والموروثة عن الأسترالوبيثكس البدائي منذ 4 ملايين عام، كما تثبت آثار أقدام لايتولي؛ و2) ثقافة الأدوات البشرية التي كانت قد بدأت منذ 2.5 مليون عام.
منذ أواخر القرن التاسع عشر وحتى منتصف القرن العشرين، قدم عدد من الأسماء التصنيفية الجديدة التي تشتمل على أسماء عامة تم اقتراحها من أجل الأحافير الإنسانية الأولى؛ وقد اختلط معظمها منذ ذلك الوقت مع مصطلح الهومو كاعتراف بأن الإنسان المنتصب (الهومو إريكتوس) نوع مميز ومتفرد وواسع الانتشار جغرافيا بسبب الهجرات الأولى. وقد أطلقت العديد من الأسماء بوصفها «مرادفات تصنيفية» لمصطلح هومو، ومنها البثكانثروبس، البروتانثروبس، السينانثروبس، السيفانثروبس، الأفريكانثروبس، التلانثروبس، الأتلانثروبس، والتشادانثروبس.
لا يزال تصنيف جنس البشراني إلى أنواع وأنواع فرعية يعاني من معلومات غير كاملة ولا يزال مستواه متدنيا. وقد أدى ذلك إلى استخدام أسماء شائعة («النياندرتال» و«دينيسوفان») حتى في الأوراق البحثية، وذلك لتجنب الأسماء الثلاثية أو الالتباس في تصنيف المجموعات ضمن أصنوفة غير محددة –ومن أمثلة ذلك: هومو نياندرتال مقابل هومو سابينز نياندرتال، أو هومو جورجيكوس مقابل هومو إريكتوس جورجيكوس. هناك بعض الأنواع المنقرضة المكتشفة حديثا ضمن جنس الهومو ولم يُجمع حتى الآن على اسم ثنائي لها (مثل إنسان دينيسوفان وجماعة كهف ريد دير). ومنذ بداية العصر الهولوسيني، فمن المحتمل أن الإنسان العاقل (الهومو سابينز)، أي البشر الحاليين من الناحية التشريحية، كان النوع الوحيد المتواجد من الهومو.
كان جون إدوارد غراي (1825) من الداعمين الأوائل لتحديد الأصانيف بتخصيص قبائل وعائلات. واقترح وود وريتشموند (2000) أن يتم تصنيف أشباه البشر كقبيلة شملت كل أنواع الإنسان وأسلاف البشر منذ الفترة التي تلي آخر سلف مشترك للبشر والشمبانزي؛ وأن تخصص الهومينينا كقبيلة فرعية من أشباه البشر (الهومينيني) بحيث تشمل جنس الهومو فحسب –وذلك لا يشمل أشباه البشر المنتصبين الأوائل بالعصر البليوسيني.

## تطوره

### الأسترالوبيثكس
قدمت اقتراحات بأنواع عديدة، منها الأسترالوبيثكس غاري، الأسترالوبيثكس سيديبا، الأسترالوبيثكس أفريكانوس، والأسترالوبيثكس أفارسينسس، على أنها أسلاف مباشرة لنسل الهومو. ولهذه الأنواع خصائص مورفولوجية متشابهة مع الهومو، إلا أنه لم يتم الإجماع على النوع الذي انحدر منه الهومو من بينها.
ومنذ عام 2010 على وجه الخصوص، أصبح تمييز الهومو عن الأسترالوبيثكس أكثر إثارة للجدل. فقد كان السائد أن ظهور الهومو تزامن مع أول استخدام للأدوات الحجرية (الصناعة الأولدوانية)، أي مع بداية العصر الحجري القديم السفلي. لكن في عام 2010، ظهر ما يبدو أنه دليل على أن استخدام الأدوات الحجرية كان منذ وجود الأسترالوبيثكس أفارينسس قبل حوالي 3.3 مليون عام مضت، أي ما يقرب من مليون عام قبل أول ظهور للهومو. كما أن حفرية إل دي 350-1 ال، وهي جزء من الفك السفلي الأحفوري الذي يعود تاريخ إلى 2.8 مليون عام، التي اكتشفت في عام 2015 بولاية عفر بأثيوبيا، وصفت بأنها «تجمع الصفات البدائية الموجودة في الأسترالوبيثكس ومورفولوجيا مستمدة من الهومو اللاحق». ويرجع بعض المؤلفين تطور الهومو إلى ما يقرب أو ما يزيد عن 3 ملايين عام.[35] ويشك البعض فيما إذا كان ينبغي تصنيف الهومو هابيليس ضمن جنس الهومو، مقترحين بدلا من ذلك أن أصل الهومو والهومو إريكتوس يعود إلى 1.9 مليون عام تقريبا.
تعتبر الزيادة في حجم باطن قحف الجمجمة التطور الأبرز في وظائف الأعضاء بين نوع الأسترالوبيثكس المبكر والهومو، فقد زادت من 460 سم مكعب لدى الأسترالوبيثكس غاري إلى 660 سم مكعب لدى الهومو هابيليس، وزادت لدى الهومو إريكتوس لتصبح 760 سم مكعب، وإلى 1250 سم مكعب لدى الهوموو هايديلبيرحنسيس، وإلى 1760 سم مكعب لدى الهومو نياندرتال. ومع ذلك، فإن الزيادة الثابتة في سعة الجمجمة موجودة بالفعل لدى الأسترالوبيثكينا ولا ينقطع بعد ظهور الهومو، ولذلك فإنه لا يعتبر معيارا موضوعيا في تفسير ظهور هذا الجنس.

### الإنسان الماهر
ظهر الإنسان الماهر قبل حاولي 2.1 مليون عام. قبل عام 2010، كانت هناك اقتراحات بألا يدرج الهومو هابيليس ضمن جنس الهومو، وأن يدرج بدلا من ذلك ضمن الأسترالوبيثكس. والسبب الرئيسي لإدراج الهومو هابيليس ضمن جنس الهومو هو أن استخدامه للأدوات عفى عليه الزمن حينما اكتشف أن استخدام الأسترالوبيثكس للأدوات سبق استخدام الهومو هابيليس بمليون عام على الأقل. وعلاوة على ذلك، فالاعتقاد الذي ساد طويلا هو أن الهومو هابيليس كان سلفا للهومو إريكتوس. وفي عام 2007، تم اكتشاف أن الهومو هابيليس والهومو إريكتوس تواجدا معا لمدة من الزمن، الأمر الذي يشير إلى أن الهومو إريكتوس لم يأتي مباشرة من نسل الهومو هابيليس، بل من سلف مشترك لهما. بعد اكتشاف جمجمة دمانيسي 5 في عام 2013، أصبح هناك شك في أن الهومو إريكتوس الآسيوي متحدر من الهومو إرغاستر الأفريقي الذي يتحدر بدوره من الهومو هابيليس. لكن عوضا عن ذلك، فإن الظاهر أن الهومو إرغاستر والهومو إريكتوس أشكال متنوعة لنفس النوع، وهذا النوع قد يكون نشأ في أفريقيا أو في آسيا وانتشر في نطاق عريض عبر أوراسيا (بما في ذلك أوروبا، إندونيسيا، الصين) منذ نصف مليون عام.

### الإنسان المنتصب
عادة ما يفترض أن الإنسان المنتصب تطور بشكل تجددي من الهومو هابيليس قبل مليوني عام مضت. وقد عزز هذا السيناريو باكتشاف الهومو إريكتوس جورجيكس، وحي حفريات لأفراد بدائيين من الهومو إريكتوس وجدت في القوقاز، وبدت عليها صفات انتقالية تتشابه مع الهومو هابيليس. ولدى اكتشاف أولى الأدلة على الهومو إريكتوس خارج أفريقي، أصبح معقولا أن يكون الهومو إريكتوس قد تطور في أوراسيا ثم هاجر إلى رجوعا إلى أفريقيا. وبناء على أحافير وجدت في كوبي فورا، شرق بحيرة توركانا بكينيا، جادل سبور وآخرون (2007) بأن الهومو هابيليس ربما يكون قد نجا للفترة التي تلي ظهور الهومو إريكتوس، ومن ثم فإن تطور الهومو إريكتوس لم يكن تجدديا، وتواجد الهومو إريكتوس جنبا إلى جنب مع الهومو هابيليس لنحو نصف مليون عام (في الفترة ما بين 1.9 إلى 1.4 مليون عام مضت)، وذلك أثناء العصر الكالاباري.
وقد عثر في جنوب أفريقيا على نوع منفصل، الهومو غوتن، وافتُرض في عام 2010 أنه عاصر الهومو إريكتوس.